# Jaborosa chubutensis
Jaborosa chubutensis là loài thực vật có hoa trong họ Cà. Loài này được Barboza & Hunz. mô tả khoa học đầu tiên năm 1987.